# Tiercé

Tiercé este o comună în departamentul Maine-et-Loire, Franța. În 2009 avea o populație de 4,255 de locuitori.